# Бєльський-Стеценко Іван Харитонович
Іван Харитонович Бєльський-Стеценко (англ. Ivan Belsky; 8 жовтня 1923, Петриківка, Дніпропетровська область — 23 листопада 2003, Торонто, Канада) — живописець-постімпресіоніст. Автор настінних розписів, ікон.
У 1943 році закінчив Дніпропетровське художнє училище (майстерня Корнєва). З 1948 року в еміграції: Німеччина, Італія, Венесуела.
Від початку 60-х рр. постійно живе у Канаді. З 1970-го обіймає посади директора, віце-президента Інституту живопису в Онтаріо.
У Венесуелі здійснив поліхромію кафедри у місті Мерида, а для музею в місті Трухільйо виконав композиції на тему «Історія Венесуели». В Торонто виконав поліхромію церкви святого Йосафата.
Помер у Торонто 23 листопада 2003 року. Його роботи знаходяться в приватних колекціях.

## Вибрані твори
- «На фермі» (1973),
- «Подвір'я».